# Altes Pfarrhaus (Castell)

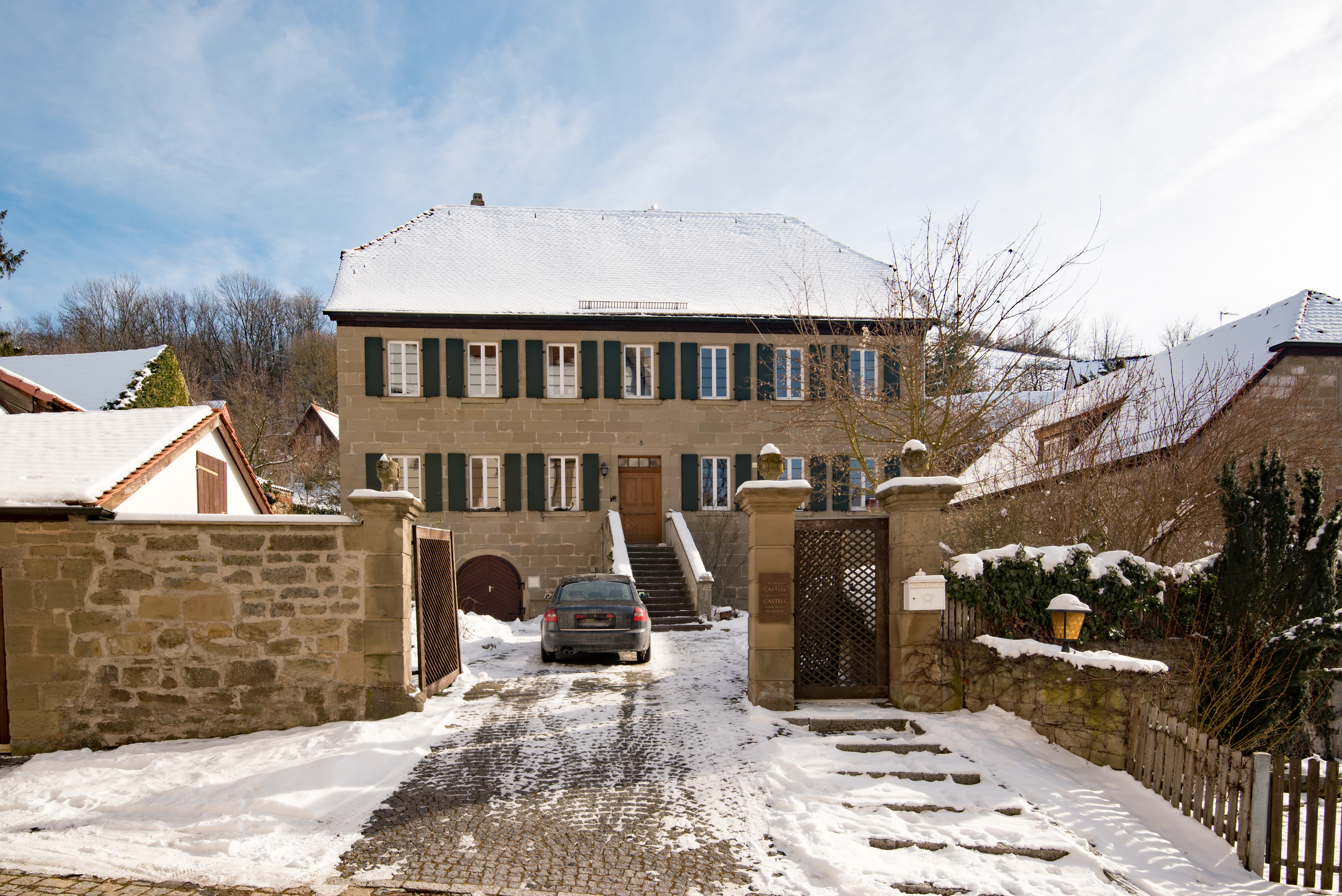
Das ehemalige Pfarrhaus

Das Alte Pfarrhaus (Adresse Kirchplatz 3; früher Hausnummer 48) ist ein denkmalgeschütztes Gebäude im Ortskern des unterfränkischen Castell im Landkreis Kitzingen. Es bildete nachweislich seit dem 16. Jahrhundert den Sitz des ersten Pfarrers des Residenzortes und wurde im 18. Jahrhundert um das Neue Pfarrhaus ergänzt. 

## Geschichte
Schon bei der Einrichtung der Pfarrei Castell im 13. Jahrhundert gab es eine Behausung für den Pfarrherrn, wahrscheinlich schon damals in unmittelbarer Nähe zur Kirche. Erstmals erwähnt wurde der durch Graf Konrad zu Castell errichtete Pfarrhof um das Jahr 1550. Zugleich entstand der Anbau und ein gleiches Badstüblein neben dem Haus. Der damalige Pfarrer Jacob Scheuermann erhielt von der Herrschaft die Verpflichtung, das Haus instand zu halten. Jedoch kam Scheuermann der Vorgabe nicht nach, sodass nach seinem Tod der Pfarrhof als „öedt hinterlaßen“ bezeichnet wurde.
Bereits 1597 begann man mit dem Neubau, im April 1598 war es fertiggestellt, wobei die Untertanen von Castell, Greuth, Wüstenfelden, Wiesenbronn, Kleinlangheim, Feuerbach und Ziegenbach Handfron hatten leisten mussten. Aus Castell, Greuth, Wüstenfelden, Ziegenbach, Krettenbach und Schönaich war außerdem Fuhrfron geleistet worden. Im Dreißigjährigen Krieg brannte die Pfarrscheune ab und musste 1624 neu errichtet werden. Im Pfarrhaus lebten alle Pfarrherren Castells bis auf den heutigen Tag.
Mit dem Ende der Grafschaft Castell gelangte das Haus an die örtliche Kirchenstiftung, die es, nachdem der Vorgängerbau aus dem 16. Jahrhundert baufällig geworden war, zwischen 1817 und 1820 neu aufrichten ließ. Zu Beginn des 19. Jahrhunderts trug nach wie vor die Herrschaft die Baulast. Um 1930 entstand ein neues Nebengebäude, nachdem man die alten Scheunen und Ställe abgerissen hatte. In den Räumlichkeiten wurden Möglichkeiten für den Konfirmandenunterricht geschaffen und auch die sogenannte Baders-Stube für die Haar- und Körperpflege eingerichtet. 
Im Jahr 1960 wurde die Fassade des Pfarrhauses umgestaltet. Unter anderem entstand eine Terrasse auf dem Gelände. Sechs Jahre später veränderte man das Haus wieder. Zuvor hatte der Dekanatssitz zwischen Castell, Rüdenhausen, Abtswind und Wiesenbronn gewechselt, ab 1967 wurde Castell dauerhaft Sitz eines evangelisch-lutherischen Dekans, der zugleich der Pfarrei vorstand. Das Haus wurde nochmals im Jahr 1989 renoviert. Hierbei verschwanden die Nebengebäude aus dem 19. Jahrhundert und machten einem Bürotrakt Platz.

## Beschreibung
Das Bayerische Landesamt für Denkmalpflege ordnet das Pfarrhaus als Baudenkmal ein. Es präsentiert sich heute als zweigeschossiger Halbwalmbau, wie es viele im Ortskern von Castell gibt. Das Pfarrhaus wurde zu Beginn des 19. Jahrhunderts in Massivbauweise errichtet. Es entstand aus Sandsteinquadern. Aus der Errichtungszeit hat sich ein Hoftor erhalten, das die typischen Pinienzapfen-Aufsätze aufweist.